# Kulturbunker Köln-Mülheim

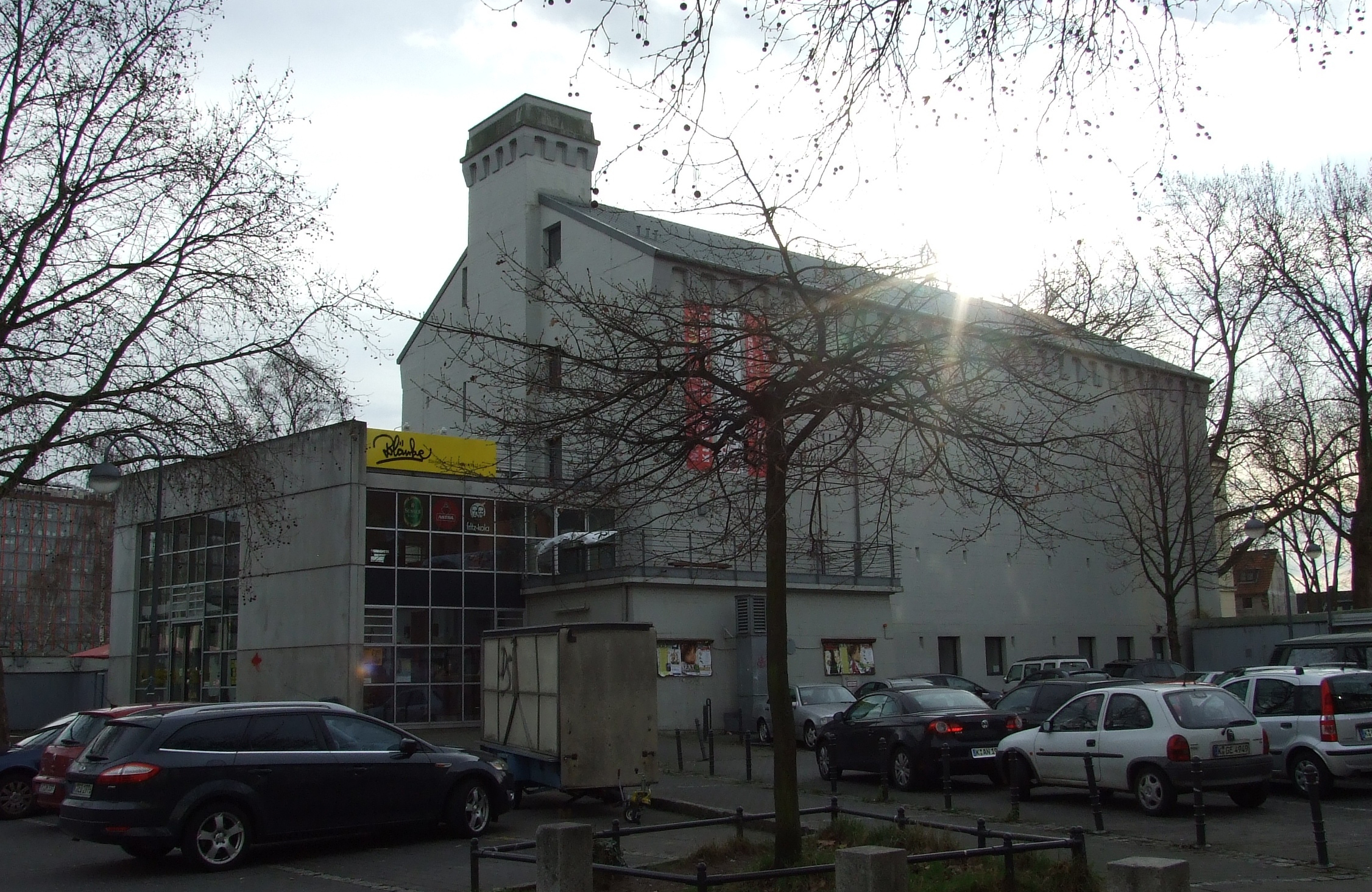
Kulturbunker Köln-Mülheim

Der Kulturbunker Köln-Mülheim an der Berliner Straße ist ein ehemaliger Luftschutzbunker aus dem Zweiten Weltkrieg, der heute als Kulturzentrum genutzt wird. Der Hochbunker wurde am 1. Juli 1980 unter Denkmalschutz gestellt (Nr. 635).

## Geschichte

### Der Bunker im Zweiten Weltkrieg
Der von dem Kölner Architekten Hans Schumacher projektierte Hochbunker in Kirchenform (Kirchenbunker) wurde in den Jahren 1942/43 (nach anderen Quellen 1944) durch den Einsatz von Zwangsarbeitern, Kriegsgefangenen und KZ-Häftlingen erbaut. Er verfügt über eine Gesamtnutzfläche von 1.710 m², für den kurzfristigen Aufenthalt von 2.845 Personen. Die fünf Etagen waren im Alarmfall voll belegt. In zwei Etagen gab es eine Anzahl von ca. 80 Zellen, die mit Etagenbetten bestückt waren. Hier gab es feste Reservierungen, wo Schutzsuchende sich quasi „einmieteten“. Die durchschnittliche Fläche pro Person betrug 0,6 m².

### Der Bunker nach 1945
Nach Kriegsende wurde der Bunker für etwa zehn Jahre als Pension „Hotel Zapp“ mit einem Tanzsaal geführt. Da zahlreiche Versammlungsorte Mülheims durch Fliegerangriffe zerstört waren, war hier einer der wenigen Orte, an denen sich öffentliches und kulturelles Leben wieder entwickeln konnte: Karneval, Schützenfest, Theater und Tanzveranstaltungen. In den 1960er Jahren wurde der Hochbunker als Lagerraum genutzt, danach stand er faktisch mehr als zwei Jahrzehnte leer. Er blieb im Eigentum der Bundesrepublik Deutschland und war weiterhin dem Zivilschutz gewidmet. Mit Schließung des Stern-Kinos auf dem Clevischen Ring im Jahr 1985 gründete sich die Kulturinitiative Mülheimer Frechheit. Viele Mülheimer Gruppen und Einzelpersonen wollten nicht tatenlos zusehen, wie einer der letzten kulturellen Orte Mülheims von der Bildfläche verschwindet. Bis dahin befand sich Köln-Mülheim und seine rechtsrheinische Umgebung in einer Situation, in der kulturelle Aktivitäten kaum vorhanden waren, es gab weder Raum noch Angebot. Nach verschiedenen städtischen Angeboten brachte der Verein „Zentrum für Arbeit und Kultur e.V.“ den Hochbunker am Marktplatz Berliner Straße ins Gespräch und die Bezirksvertretung beauftragte 1987 die Stadtverwaltung mit den Mitgliedern dieses Vereins über einen Nutzungsvertrag zu verhandeln. Dank der Gründung des Trägervereins „Kulturbunker Mülheim e. V.“, heute „Kulturbunker Köln-Mülheim e.V.“, konnte das massive Betonbauwerk aufwändig renoviert werden. Im Jahr 1990 wurde das Gebäude dem Zivilschutz entwidmet.

## Nutzung als Kulturbunker
Seit 1991 wird der Kulturbunker Köln-Mülheim in gemeinnütziger Trägerschaft durch den Verein Kulturbunker Mülheim e.V. verwaltet. Ziel ist die Förderung von Kunst und Kultur des Stadtteils, um die Begegnung von Mitgliedern verschiedener sozialer Schichten, Nationalitäten und Altersgruppen zu fördern. Das angebotene Kulturprogramm umfasst unter anderem Ausstellungen, Theateraufführungen, Lesungen und Seminare. Außerdem werden im Kulturbunker Räumlichkeiten für kreative Betätigungen, z. B. Atelierräume, Musik-Proberäume und Seminarräume bereitgehalten und an Künstler und Musiker vermietet. Unterstützt wird der Kulturbunker vom Kulturamt der Stadt Köln.